# Eduardo Coutinho
Eduardo Coutinho (São Paulo, 11 maggio 1933 – Rio de Janeiro, 2 febbraio 2014) è stato un regista e giornalista brasiliano.

## Biografia
Era considerato uno dei più grandi registi di documentari della storia del cinema in Brasile. I suoi successi cinematografici più importanti furono i film Cabra Marcado para Morrer, che segnò la sua carriera come regista di documentari, Edifício Master e Jogo de Cena.
Il 2 febbraio 2014 venne ucciso a coltellate nella propria casa dal figlio Daniel. Il giovane, affetto da problemi psichici, tentò di assassinare anche la madre. 

## Filmografia

### Documentari
- 1984: Cabra Marcado Para Morrer
- 1991: O Fio da Memória
- 1999: Santo Forte
- 2000: Babilônia 2000
- 2002: Edifício Master
- 2004: Peões
- 2005: O Fim e o Princípio
- 2007: Jogo de Cena
- 2009: Moscou
- 2010: Um Dia Na Vida
- 2011: As Canções
- 2013: A Família de Elizabeth Teixeira
- 2015: Últimas Conversas

### Lungometraggi
- O Homem que Comprou o Mundo (1968)
- Faustão (1971)